# Bruno de Barros
Bruno de Barros, född 7 januari 1987, är en friidrottare från Brasilien. Han deltog vid olympiska sommarspelen 2008, olympiska sommarspelen 2012 och olympiska sommarspelen 2016.